# Manuel Fernández Chacón
Manuel José Fernández Chacón (San José, 26 de marzo de 1786 - Puntarenas, 31 de julio de 1841) fue un político costarricense, y jefe de Estado (marzo-mayo de 1835). Su antecesor en la Jefatura del Estado fue José Rafael de Gallegos y Alvarado y su sucesor Braulio Carrillo Colina.

## Datos personales
Nació en San José, el 26 de marzo de 1786. Sus padres fueron Félix Fernández y Tenorio y Petronila Chacón y Aguilar. Su hermana Gerónima Fernández Chacón fue la esposa del primer diplomático de Costa Rica, Mariano Montealegre Bustamante.
Casó en Cartago el 23 de septiembre de 1824 con Dolores Oreamuno y Muñoz de la Trinidad, hija de Gregorio de Oreamuno y Alvarado y Juana Muñoz de la Trinidad y Gómez. De este matrimonio nacieron ocho hijos: Juana Virgita de Jesús, Federico Fernández Oreamuno, Pacífica Fernández Oreamuno, Juan Manuel de la Trinidad, Juana Emerenciana, Juan Manuel Faustino, Juan Manuel y Próspero Fernández Oreamuno.
Fue dueño de valiosas haciendas ganaderas en las inmediaciones de Bagaces.

## Primeros cargos públicos
Manuel Fernández Chacón fue alcalde de Bagaces en 1823, miembro de la Asamblea Constituyente de 1824-1825, Intendente General de 1825 a 1832 y Diputado por San José de 1832 a 1833. En 1833 fue elegido como Vicejefe de Estado y Presidente del Consejo Representativo para el período 1833-1837.

## Jefe de Estado Provisional (1835)
En marzo de 1835, debido a la renuncia del jefe de Estado José Rafael de Gallegos y Alvarado, recayó en él la titularidad de la Jefatura, que debía ejercer hasta la conclusión del período correspondiente en 1837, pero debido a que el poder legislativo decidió declarar nula la elección de Gallegos, se efectuaron nuevas elecciones y en ellas triunfó Braulio Carrillo Colina, a quien Fernández entregó el poder en mayo de 1835. Durante su breve administración se emitieron varias leyes importantes, entre ellas la que sustituyó los diezmos por una contribución sobre la propiedad rural.

## Cargos posteriores
De 1835 a 1837 ejerció nuevamente los cargos de Vicejefe de Estado y Presidente del Consejo Representativo.

## Muerte
Murió en Puntarenas, el 31 de julio de 1841, como consecuencia de una caída que sufrió mientras inspeccionaba los trabajos de construcción de los edificios de la aduana de ese puerto.
Su yerno José María Castro Madriz, y uno de sus hijos, Próspero Fernández Oreamuno, fueron Presidentes de la República.
| Predecesor: José Rafael de Gallegos y Alvarado 1833 - 1835 Renunció | 3.º jefe de Estado de Costa Rica 1835 | Sucesor: Braulio Carrillo Colina 1835 - 1837 |

- Datos: Q1542554